# Neviditelná ruka trhu
Neviditelná ruka trhu je termín, který použil Adam Smith k popisu nezamyšlených sociálních přínosů vlastních zájmů jednotlivce. Tato fráze byla použita Smithem s ohledem na rozdělení příjmů (1759) a produkce (1776). Přesná fráze je ve Smithových spisech použita třikrát, ale zachycuje jeho myšlenku, že snaha jednotlivců dosáhnout jejich vlastního zájmu, může být často prospěšná společnosti více, než kdyby jim šlo přímo o zájmy společnosti. Smith mohl přijít s dvěma významy tohoto spojení - od Richarda Cantillona, který ve svém modelu izolovaného statku vyvinul obě ekonomická použití.
Smith poprvé představil tento koncept v díle Teorie mravních citů, napsané v roce 1759, které se zabývá rozdělováním příjmů. Nicméně v této práci není téma trhů probírané a slovo kapitalismus není nikde použito. V době, kdy psal knihu Bohatství národů v roce 1776, studoval Smith již mnoho let ekonomické modely francouzských fyziokratů, a v této práci je neviditelná ruka přímo spojována s výrobou a zaměstnáním kapitálu na podporu domácích průmyslů. Jediná zmínka spojení neviditelné ruky je v knize čtvrté, kapitole druhé, „O omezování dovozu zboží ze zahraničních zemí, které lze vyrábět doma.“
Myšlenka obchodu a tržní výměny, která automaticky přenáší vlastní zájem na společensky žádoucí cíle, je hlavním důvodem k laissez-fairové ekonomické filozofii, která spočívá v neoklasické ekonomii. V tom smyslu může být centrální neshoda mezi ekonomickými ideologiemi považována za nesouhlas o tom, jak silná je neviditelná ruka. V alternativních modelech síly, které se rodily během Smithova života, jako je rozsáhlý průmysl, finance a reklama, snižovaly jeho účinnost.

## Adam Smith

### Teorie mravních citů
První zmínka o neviditelné ruce trhu se objevuje ve Smithově díle Teorie mravních citů (1759) v části IV, kapitola 1., kde Smith popisuje sobeckého hospodáře, který je neviditelnou rukou veden k tomu, aby svou sklizeň rozdělil mezi své zaměstnance:
Pyšný a necitlivý hospodář hledí na svá rozsáhlá pole a bez jediné myšlenky na své bratry, představuje si, jak sám užívá celé sklizně … Jenže kapacita jeho žaludku nemůže se rovnat velikosti jeho tužeb … zbytek bude muset rozdělit mezi ty, kteří tím nejlaskavějším způsobem připravují to málo, které on sám využije. Mezi ty, kteří připravují jeho palác, ve kterém ono málo bude konzumovat, mezi ty, kteří mu poskytují nejrůznější cetky a ozdoby, které jsou zahrnuty v ekonomii velikosti; všichni tito tedy čerpají z jeho luxusu a rozmaru svůj podíl toho, co potřebují k životu a co by od něj marně očekávali z takových pohnutek jako je lidskost či spravedlnost … Bohatí … jsou vedeni neviditelnou rukou trhu k tomu, aby svůj majetek rozložili mezi potřebné tak, jako by se tomu stalo, kdyby země byla rozdělena na stejné části mezi své obyvatele, a tak bez toho aniž by to zamýšleli či o tom věděli, prospívají zájmu celé společnosti … I ti nejposlednější si užijí svou část ze všeho, co je vyprodukováno. Ve smyslu opravdového štěstí nejsou o nic podřadnější než ti, kteří se na první pohled jeví být postaveni tak vysoko nad nimi. V lehkosti těla a klidu duše … žebrák, který se vyhřívá na slunci na okraji silnice, má bezpečí, o které králové vedou války
V jiné části Teorie mravních citů, Smith popisuje, že muži touží být respektováni členy komunity, ve které žijí, a jejich touhu cítit se jako úctyhodné bytosti.

### Další zmínky o neviditelné ruce ve Smithově díle
Smithova návštěva Francie a jeho známost s francouzskými Économistes (známí také jako fyziokraté) změnila jeho pohled z mikroekonomické optimalizace na makroekonomický růst jako konec Politické ekonomie. Takže hospodářova nenasytnost, kterou zmiňuje v Teorii mravních citů, je odsouzena v Bohatství národů jako neproduktivní práce. V tomto se s ním shoduje i Amasa Walker, první prezident (1885 až 1892) Americké ekonomické asociace, který říká:
Domácí služebník .. není zaměstnán, aby zvýšil výdělek svého pána. Příjem jeho pána nemá nic společného s žádnou částí jeho zaměstnání; naopak, napřed přichází výdělek .. a v závislosti na jeho výši je rozhodnuto, zda bude služebník zaměstnán či nikoli.
Smithův teoretický obrat o 180° z mikroekonomického pohledu na makroekonomický se neodráží v jeho Bohatství národů. Velké části knihy jsou převzaty ze Smithových přednášek, které proběhly ještě před jeho návštěvou Francie. Proto je v tomto díle třeba rozlišovat mikroekonomického Adama Smithe a makroekonomického Adama Smithe. Jestli je jeho zmínka o neviditelné ruce trhu v polovině knihy mikroekonomickým či makroekonomickým tvrzením, odsuzujícím monopoly a zásahy vlády pomocí tarifů a patentů je diskutabilní.

### Bohatství národů
Celým názvem Pojednání o podstatě a původu bohatství národů, jehož autorem je skotský ekonom a filosof Adam Smith, bylo poprvé byla vydáno 9. března 1776 v sedmi svazcích, během skotského osvícenství a skotské zemědělské revoluce. Během Smithova života bylo vydáno ještě pětkrát, a to v letech 1776, 1778, 1784, 1786 a 1789.
Je to vůbec první popis toho, co vlastně tvoří bohatství národů.
Smithovi trvalo sedmnáct let, než sesbíral podklady pro tuhle práci. Výsledkem je pojednání, které nabízí a popisuje, jak aplikovat reformovanou ekonomickou teorii, místo merkantilismu a fyziokratizmus, ty přestávaly být účelnými, hlavně kvůli průmyslové revoluci. Položil tak základní kameny kapitalismu. Bohatství národů znamenalo ve světě ekonomie obrovský posun a ovlivnilo mnoho osobností od Marxe po Alexandra Hamiltona.
Bohatství národů popisuje neviditelnou ruku trhu, která vzniká, jakmile všichni zvýší své úsilí a produktivitu na maximum, trh tak začne prosperovat na ohromné úrovni, aniž by tomu musel někdo pomáhat nebo někdo do něj nějak zasahovat.
První téma, kterým se Smith v Bohatství národů zabývá, je, že regulace na trhu je kontraproduktivní. Země by podle něj měly zvýšit vývoz a snížit import za účelem maximalizovat tak své bohatství. Smithův radikální pohled byl, že bohatství národů je proud zboží a služeb, které jej tvoří, nikoli zlato a stříbro, tak jak bylo bohatství původně vnímáno.
Dalším tématem je, že produktivita závisí na dělbě práce a hromadění kapitálu. Produktivita se může znásobit, pokud výrobu produktu rozdělíme mezi více lidí specializovaných přesně na svou část výroby. Smith zvýšení produktivity specializací vysvětluje na příkladu s továrnou na jehly. Továrny mezi sebou pak mohou obchodovat a propojit tak výrobní řetězec. Rychlost rozšíření výhod záleží na tom, jak široký a efektivní je trh. Často zaměstnavatelé manipulují trhem ve svém vlastním zájmu a často se obracejí na stát, aby jim pomohl. Tomuto by se stát měl vyhnout.
Smith dále tvrdí, že budování kapitálu je důležitá podmínka pro ekonomický vývoj. Za ušetřené peníze pak výrobce může koupit nové vybavení, které ušetří práci. Takže čím více investujeme, tím efektivnější je naše práce. Vzrůstem kapitálu se prospěch začne rozrůstat a všichni postupně začnou bohatnout. Nicméně kapitál může být i ztracen chybami, krádeží nebo rozmařilým rozhazováním státu. Stát by měl povolit lidem vytvořit si vlastní kapitál s vědomím, že sklidí jeho plody a měli by být na pozoru, že jejich vlastní poplatky a utrácení bude pouze zužovat státní kapitál.
Stejně jako jedinci mohou prosperovat ze specializace, tak mohou i národy.  Země by mezi sebou měly spolupracovat a obchodovat s tím, co umí nejlépe. Podle Smithe je důležité také hromadění kapitálu a investice. Čím více je totiž investováno do lepších výrobních procesů a postupů, o to větším bohatstvím bude země v budoucnu disponovat. Země, které prosperují, jsou ty, které mají rostoucí kapitál, které jej udržují a ochraňují.
Další část se zabývá tím, že při nedostatku lidé klidně za zboží zaplatí více. Z toho profituje víc dodavatel zboží, takže výrobci více investují do výroby. Tam, kde je přebytek, ceny a zisk jsou nízké. Průmysl se takto zaměří jen na nejnutnější potřeby národa, bez potřeby centrálního zásahu. Aby se tohle dělo automaticky, musí být trh volný. Dotace nebo monopol vlády na upřednostněné výrobce může způsobit vzrůst cen. Tím strádají chudí, jelikož musí čelit vysokým cenám za věci nutné k životu.  
Dalším motivem Bohatství národů je, že konkurence a volný trh jsou ohroženy ze strany monopolů, různých daňových ohodnocení (spotřební daň), různých úrovní kontrol (hygiena apod.) a dalších zvýhodnění, která jsou schopni výrobci získat od státní správy.
Z těchto důvodů si Smith myslí, že vláda a stát v tomhle musí být limitováni. Jejich funkcí je totiž hlavně obrana, udržovat pořádek, budovaní infrastruktury a vzdělávání. Měli by udržovat ekonomiku otevřenou a volnou a nenarušovat ji. Redukce mezinárodního trhu dělá obě strany chudší.
Smith je sice velmi kritický ke státu a byrokracii, ale rozhodně není zastáncem laissez faire. Myslí si, že tržní ekonomie, kterou popsal může fungovat a prosperovat pouze pokud se dodržují pravidla, majetek je zajištěn a smlouvy jsou ctěny. Zákony a právo jsou tedy podle něj životně důležité.
Stejně jako obrana našeho majetku před krádeží je podle něj důležité i vzdělání a veřejné práce. Kde se daň zvedá pro tyhle účely, měla by být v poměru, tak aby ji lidé zvládali platit, stejně jako by měla mít minimální vedlejší efekty. Stát by se měl vyhnout danění kapitálu a větším dluhům.

## Ekonomické pojetí neviditelné ruky trhu
Koncepce neviditelné ruky je téměř vždy interpretována nad rámec původního pojetí a užití Adama Smithe. Pojem nebyl příliš populární zejména mezi ekonomy v období před 21. století; Alfred Marshall tento termín nikdy nepoužil ve své učebnici Principles of Economics, stejně tak se o neviditelné ruce nezmiňuje William Stanley Jevons v Teorii politické ekonomie.
V Ekonomii Paul Samuelson interpretuje Neviditelnou ruku následovně. Pokud si každý spotřebitel může svobodně vybírat, co si koupí a producent si může svobodně vybírat, co bude vyrábět, trh se ustálí na distribuci produktů a na cenách, které jsou přínosné všem jednotlivcům ve společnosti, tudíž společnosti jako celku. Příčinou tohoto děje je fakt, že sledování našich vlastních zájmů vede k chování, jež prospívá společnosti. S cílem maximalizování zisku jsou zaváděny efektivní metody výroby. Jsou snižovány ceny za účelem maximalizování výnosu v důsledku potlačení konkurence. Investoři investují do nejvýnosnějších průmyslových odvětví, zatímco stahují kapitál z méně výkonného a výdělečného průmyslu. Všechny tyto děje probíhají dynamicky a automaticky.
Od časů Smithe byl tento koncept stále hlouběji začleňován do ekonomické teorie. León Walras vytvořil model všeobecné ekonomické rovnováhy, z níž vyvozuje, že sledování osobních zájmů v soutěživém tržním prostředí vytváří podmínky, které přináší společnosti největší užitek. Podobně interpretuje sociální optimum Vilfredo Pareto za pomocí diagramu edgeworth box.
V díle Lidské jednání používá Ludwig von Mises výraz “neviditelná ruka prozřetelnosti”, odkazuje tímto na období Marxe a myšlenku meliorismu. Mises to však nemínil jako kritiku, jelikož zastával podobné názory jako Smith. Milton Friedman, držitel  Nobelovy ceny za ekonomii, nazval Smithovu neviditelnou rukou “pravděpodobností kooperace bez použití nátlaku”.
Někteří ekonomové zpochybňují integritu užívání termínu “neviditelná ruka trhu” v současnosti. Gavin Kennedy, emeritní profesor Univerzity Heriot-Watt v Edinburghu, tvrdí, že jeho současné užívání v moderní ekonomii jako symbol volného kapitalistického trhu je neakceptovatelné ve srovnání s původním neurčitým podáním Smithe. V reakci na Kennedyho, Daniel Klein považuje užívání termínu v současném smyslu za soudné. Dle jeho názoru, i kdyby Smith nezamýšlel užívání termínu v dnešním významu, jeho upotřebitelnost by neměla být označována za neefektivní. V závěru jejich diskuze, Kennedy trvá na tom, že Smithovy intence jsou nadmíru důležité. Pokud má být termín užíván jako symbol volnosti a ekonomické koordinace, měl by být konceptem zcela oddělený od Adama Smithe.
Podle Emmy Rothschild byl při užití termínu ironický. Warren Samuels vidí neviditelnou ruku jako prostředek propojování moderní teorie se Smithem a rovněž zajímavým příkladem rozvoje jazyka.

## Neviditelná ruka jako metafora
Smith používá metaforu v kontextu argumentu proti protekcionismu a řízení trhu státem, ale metafora vychází z obecných principů Bernarda Mandevilly, Bishopa Butlera, Lorda Shaftesburyho a Francise Hutchesona. Obecně může být označení “neviditelná ruka” vztaženo na jakékoli jednání s neplánovanými, nezáměrnými důsledky - zejména takovými důsledky, které pramení z počínání, jež nebylo organizováno ústředním velením a mají pozorovatelný vliv na společnost.
Podle Bernarda Mandevilly osobní neřesti prospívají veřejnosti. Civilizovaný člověk však stigmatizoval své zájmy a chtíče, což má negativní důsledek na obecné blaho.
Podle Lorda Shaftesburyho jednání za účelem vlastního prospěchu je společensky prospěšné. Podle něho existuje skrytá síla, kterou nazývá “vůle přírody”. Tato síla udržuje rovnováhu, zachovává kongruenci a harmonii. K uplatnění této síly je zapotřebí snaha o dosažení vlastních zájmů.
Navzdory obvyklým mylným představám, Smith rozhodně netvrdil, že by práce ve vlastní prospěch nutně přinášela prospěch společnosti nebo že obecné blaho je důsledkem sobeckého jednání a práce sledující vlastní prospěch. Termín v jeho podání znamená pouze fakt, že lidé obvykle produkují zboží, po němž dychtí i jejich sousedé. Tragédie občiny je příkladem toho, že sledování vlastních zájmů obvykle přináší nechtěné důsledky.
Neviditelná ruka je tradičně chápána jako pojem v ekonomii, ale Robert Nozick ve svém díle Anarchie, stát a utopie prohlašuje, že tento v podstatě totožný koncept existuje v řadě jiných oblastech akademického diskurzu, pouze pod jinými názvy - např. darwinistický přirozený výběr.

## Kritika

### Joseph E. Stiglitz
Držitel Nobelovy ceny, ekonom Joseph E. Stiglitz říká: „důvodem k tomu, že se zdá neviditelná ruka občas neviditelnou, jest to, že tam někdy není.“ Stiglitz své tvrzení vysvětluje:
„Adam Smith, zakladatel moderní ekonomie, je často citován kvůli spojení neviditelné ruky a volných trhů: firmy jsou při hledání zisku vedeny neviditelnou rukou, aby dělaly to, co je nejlepší pro svět. Ale na rozdíl od svých následovníků, Adam Smith si byl vědom některých omezeních volných trhů, výzkum od té doby objasnil, proč volné trhy samy o sobě často nevedou k tomu nejlepšímu. Jak jsem uvedl ve své nové knize Making Globalization Work, důvodem k tomu, že se zdá neviditelná ruka často neviditelnou, jest to, že tam často není. Kdykoli existují externality, kde jednání jednotlivce má dopady na ostatní, za které oni neplatí, nebo pro které nejsou kompenzovány – trhy nebudou dobře fungovat. Některé důležité případy dlouho vnímají environmentální externality. Trhy samy o sobě způsobují nadměrné znečištění, také samy o sobě produkují málo základních výzkumů. (Vláda byla zodpovědná za financování většiny důležitých vědeckých průlomů, včetně internetu a první telegrafní linky, a mnoha pokroků v oblasti biotechnologie.) Nedávný výzkum však ukázal, že externality jsou všudypřítomné, kdykoli existují nedokonalé informace nebo nedokonalé trhy s rizikem, to je vždy. Vláda hraje důležitou roli v oblasti bankovnictví a regulací cenných papírů, a řady dalších oblastí: některá regulace je třeba k tomu, aby trhy fungovaly. Vláda je potřebná, téměř všichni by se shodli, aby přinejmenším vynucovala smlouvy a majetková práva. Skutečná diskuse je dnes o nalezení té správné rovnováhy mezi trhem a vládou (a třetím odvětvím – neziskovými vládními organizacemi.) Oba jsou zapotřebí, mohou se navzájem doplňovat. Tato rovnováha se čas od času a místem od místa liší.“
Předcházející tvrzení je založeno na Stiglitzově práci z roku 1986 - Externity in Economies with Imperfect Information and Incomplete Markets, která popisuje obecnou metodiku řešení externalit a výpočty optimálních daní v souvislosti s obecnou rovnováhou. V této práci zvažuje model s domácnostmi, firmami a vládou.
Domácnosti maximalizují užitečnou funkci {\displaystyle u^{h}(x^{h},z^{h})}, kde {\displaystyle x^{h}} je spotřební vektor a {\displaystyle z^{h}} jsou další proměnné ovlivňující užitečnost domácnosti, př. znečištění. Rozpočtové omezení je dáno {\displaystyle x_{1}^{h}+q\cdot {\bar {x}}^{h}\leq I^{h}+\sum a^{hf}\cdot \pi ^{f}}, kde q je cena, ahf částečné držení domácností h ve firmě f, πh je profit firmy f, Ih paušální vládní převod do domácnosti. Spotřební vektor může být rozdělen jako {\displaystyle x^{h}=(x_{1}^{h},{\overline {x}}^{h})}
Firma maximalizuje profit {\displaystyle \pi ^{f}=y_{1}^{f}+p\cdot {\overline {y}}_{1}}, kde yf je vektor produkce a p je vektor výrobních cen, podléhá {\displaystyle y_{1}^{f}-G^{f}({\overline {y}}^{f},z^{f})\leq 0}, Gf je výrobní funkce a zf jsou další proměnné ovlivňující firmu. Vektor produkce může být rozdělen jako {\displaystyle y^{f}=(y_{1}^{f},{\overline {y}}^{f})}.
Vláda obdrží čistý příjem  {\displaystyle R=t\cdot {\overline {x}}-\sum I^{h}}, kde t=(q-p) je daň ze zboží prodávaného domácnostem.
Může se však ukázat, že výsledná rovnováha není obecně účinná.

### Noam Chomsky
Noam Chomsky navrhuje, že Smith (a přesněji David Ricardo) někdy použili toto slovní spojení s odkazem na „home bias“ („domácí předpojatost“) pro domácí investice v protikladu s offshore outsourcingové produkci a neoliberalismem.
„Zajímavé je, že tyto otázky předvídali velcí zakladatelé moderní ekonomie, jako například Adam Smith. Ten rozpoznal a diskutoval o tom, co by se stalo s Británií, kdyby se továrníci řídili pravidly zdravé ekonomiky, která je dnes nazývána neoliberalismem. Varoval před tím, co by se stalo, kdyby se britští výrobci, obchodníci a investoři obrátili do zahraničí. Mohli by to z toho těžit, ale Anglie by tím utrpěla. Nicméně měl pocit, že by toto nemohlo nastat, neboť by se továrníci řídili domácí předpojatostí. Tudíž by Anglie byla díky neviditelné ruce ušetřena zpustošení ekonomické racionality. Tato pasáž se nedá v díle Bohatství národů přehlédnout, je totiž jediný výskyt spojení ”neviditelné ruky“ v kritice toho, co nazýváme neoliberalismem.”

### Stephen LeRoy
Stephen LeRoy, profesor na Kalifornské univerzitě v Santa Barbaře a hostující odborník ve Federální rezervní bance v San Francisku, přišel s kritikou neviditelné ruky a napsal, že „nejdůležitější tvrzení v ekonomické teorii, které bylo prve stanoveno Adamem Smithem, je, že konkurenční trhy odvádí dobrou práci v přidělování zdrojů.(…) Finanční krize podnítila debatu o správné rovnováze mezi trhy a vládou a přiměla některé odborníky k otázce, zda jsou podmínky, které Smith předpokládá, odpovídající pro moderní ekonomiky.“

## Výpočtový model tohoto fenoménu
Tadeusz Szuba, autor modelu pro jev kolektivní inteligence, navrhl teorii, jenž říká, že metafora neviditelné ruky Adama Smithe je fenoménem, který může být formalizován, simulován a pravděpodobně používán k navrhování zcela nových nástrojů pro analýzu a v budoucnu předvídat trhy.
Navrhovaná teorie tvrdí, že neviditelná ruka je příznakem existence jiné dimenze trhu, který má výpočetní povahu. Trh a jeho agenti si tuto skutečnost neuvědomují, protože lze pozorovat pouze část nebo výsledek tohoto příznaku. V tomto rozměru vytváří povaha trhu a agentů kompletní, programovatelný počítač na základě vědomostí agentů a fyzické struktury trhu. Tento počítač se sám programuje a tím, že existuje a funguje na základě znalostí agentů trhu, výsledky výpočtů jsou vedeny přes vědomosti těchto agentů a prezentují se jako chování trhu. Tyto výpočty jsou chaotické, distribuované, paralelní a nekontinuální s prokládáním souvislostí odlišných výpočtů.
Tyto výpočty jsou řízeny:
      	1. abstraktní hodnotou přiřazenou objektům a službám
      	2. výpočty a logickými závěry
Pro vznik této výpočetní dimenze je zásadní, že agenti trhu jsou schopni přiřadit hodnotu objektům, službám a činnostem, jsou schopni vědomě budovat řetězce závěrů, a jsou schopni převést závěry do obchodních akcí.
Podle této teorie je neviditelná ruka trhu mnohem silnější a univerzálnější než Adam Smith a současní ekonomové vůbec očekávali. Neviditelná ruka trhu provádí kontrolu trhu na několika úrovních: z hlediska výroby a spotřeby (optimalizace rovnováhy); z hlediska nových objevů (technická optimalizace trhu); z hlediska sociálního chování (optimalizace sociálního trhu), jako je úprava a objevování nových pravidel tržního chování. Očekává se, že tento objev může vést k vytvoření zcela nových nástrojů a modelů pro analýzu trhu a předpovědí, ve srovnání s dnešními makroekonomickými modely.

## Citace
V díle Bohatství národů uvádí příklad, který ilustruje jednoduchost tohoto principu:
| „ | Není to laskavost řezníka, sládka nebo pekaře, které vděčíme za svůj oběd, ale je to jejich ohled na jejich vlastní zájem. Nespoléháme se na jejich lidskost, ale na jejich sebelásku a nikdy jim nezdůrazňujeme naše potřeby, ale jejich výhody. | “ |

Citát, ve kterém se Adam Smith zmiňuje o neviditelné ruce trhu:
| „ | Když se jedinec ze všech sil snaží použít svůj kapitál na podporu domácího průmyslu tak, aby výroba měla co největší hodnotu, pak nutně usiluje o to, aby roční příjmy společnosti byly co nejvyšší. Ovšemže většinou není jeho úmyslem podporovat veřejný zájem a ani neví, nakolik jej podporuje … myslí jen na svůj zisk a v tom, jako v mnohém jiném, jej vede neviditelná ruka, aby podporoval cíl, který neměl vůbec v úmyslu. | “ |